# آنا ماریا گوارنیه‌ری
آنا ماریا گوارنیه‌ری (ایتالیایی: Anna Maria Guarnieri؛ زادهٔ ۲۰ اوت ۱۹۳۳) بازیگر و صداپیشه اهل ایتالیا است.
از فیلم‌هایی که وی در آن نقش داشته‌است، می‌توان به ستارگان پائین را می‌نگردند، شوهران جوان و دوشیزه‌ای برای شاهزاده اشاره کرد.